# Хоккейная Суперлига Украины
Хоккейная Суперлига Украины (укр. Хокейна Суперліга України) — турнир по хоккею с шайбой среди украинских клубов, организованный в 2021 году.

## История
Хоккейная Суперлига Украины основана в ноябре 2021 года в результате конфликта Федерации хоккея Украины и ряда клубов Украинской хоккейной лиги. 24 ноября 2021 года Федерации хоккея Украины исключила «Донбасс» и «Краматорск» из Украинской хоккейной лиги из-за участие в матчах лиги хоккеистов, которые ранее были дисквалифицированы по причине отъезда в расположение клубов до окончания сборов в сборной Украины. В знак солидарности с исключёнными клубами УХЛ покинули «Мариуполь» и «Белый Барс».
Четыре покинувшие УХЛ клуба организовали Хоккейную Суперлигу Украины (ХСЛ) к которой присоединились ещё два клуба — «Альтаир» и СК «Сокол». Генеральным директором был избран экс-хоккеист Сергей Варламов, ранее занимавший аналогичный пост в УХЛ. Титульным спонсором турнира стала букмекерская компания Parimatch Ukraine. Дебютная игра нового турнира состоялась 8 декабря 2021 года между «Краматорском» и «Донбассом» (2:6). Автором дебютной шайбы в ХСЛ стал защитник «Краматорска» Глеб Летов. Рекорд результативности был зафиксирован 27 декабря 2021 года в матче «Краматорска» и «Донбасса» (8:11).

## Текущий сезон
В сезоне 2021/22 в турнире выступают шесть клубов из шести разных городов Украины (четыре из Донецкой области и по одному из Киева и Киевской области).
| Команда    | Город         | Стадион                            |
| ---------- | ------------- | ---------------------------------- |
| Альтаир    | Дружковка     | Ледовая арена «Альтаир»            |
| Белый Барс | Белая Церковь | Ледовая арена «Белый Барс»         |
| Донбасс    | Донецк        | Ледовая арена «Краматорск»         |
| Краматорск | Краматорск    | Ледовая арена «Краматорск»         |
| Мариуполь  | Мариуполь     | Mariupol Ice Center                |
| Сокол      | Киев          | Ледовая арена «Терминал» (Бровары) |

## Регламент
Первый этап турнира состоит из шести кругов (всего — 30 матчей). Команды занявшие последние два места прекращают выступление в турнире, а оставшиеся четыре клуба играют в плей-офф. В рамках полуфиналов и финала игры проводятся до четырёх побед одной из команд. При этом команды могут провести максимум по семь игр.